# Планинарски дом „Др Радивој Симоновић”
Планинарски дом „Др Радивој Симоновић” се налази се на Фрушкој гори, на Поповици, испод саме шуме. Домом управља ПД „Пензионер”.
Дом је зидана приземна зграда са трпезаријом и кухињом. Испред дома је тераса са столом и клупама испод винове лозе. Има шест кревета у три собе, струју, техничку воду из базена, вода за пиће је из 300m удаљеног бунара. Собе се не греју, у трпезарији је пећ на чврсто гориво. У кухињи постоји инвентар за припрему хране, али дом није снабдевен храном.
До дома се долази од Сремске Каменице. Дежурство је обезбеђено само недељом, осталим данима се дом отвара само по претходној најави групе.